# Гросберен
Гросберен (нім. Großbeeren) — громада в Німеччині, розташована в землі Бранденбург. Входить до складу району Тельтов-Флемінг.
Площа — 51,89 км2. Населення становить 8804 ос. (станом на 31 грудня 2020).

## Демографія
- Динаміка населення з 1875 року в сучасних кордонах (Синя лінія: населення; Пунктир: відносна порівняльна динаміка населення землі Бранденбург; Сірий фон: період Третього рейху; Помаранчевий фон: період НДР)
- Динаміка населення (синя лінія) і прогнози

| Рік  | Населення |
| ---- | --------- |
| 1875 | 1 953     |
| 1890 | 2 797     |
| 1910 | 3 547     |
| 1925 | 3 676     |
| 1939 | 4 346     |
| 1950 | 4 434     |
| 1964 | 3 770     |

| Рік  | Населення |
| ---- | --------- |
| 1971 | 3 720     |
| 1981 | 3 460     |
| 1985 | 3 452     |
| 1990 | 3 171     |
| 1995 | 3 778     |
| 2000 | 6 077     |
| 2005 | 7 034     |

| Рік  | Населення |
| ---- | --------- |
| 2010 | 7 466     |
| 2015 | 8 398     |
| 2016 | 8 227     |
| 2017 | 8 393     |
| 2018 | 8 381     |
| 2019 | 8 535     |
| 2020 | 8 804     |

Джерела даних вказані на Wikimedia Commons.

## Галерея

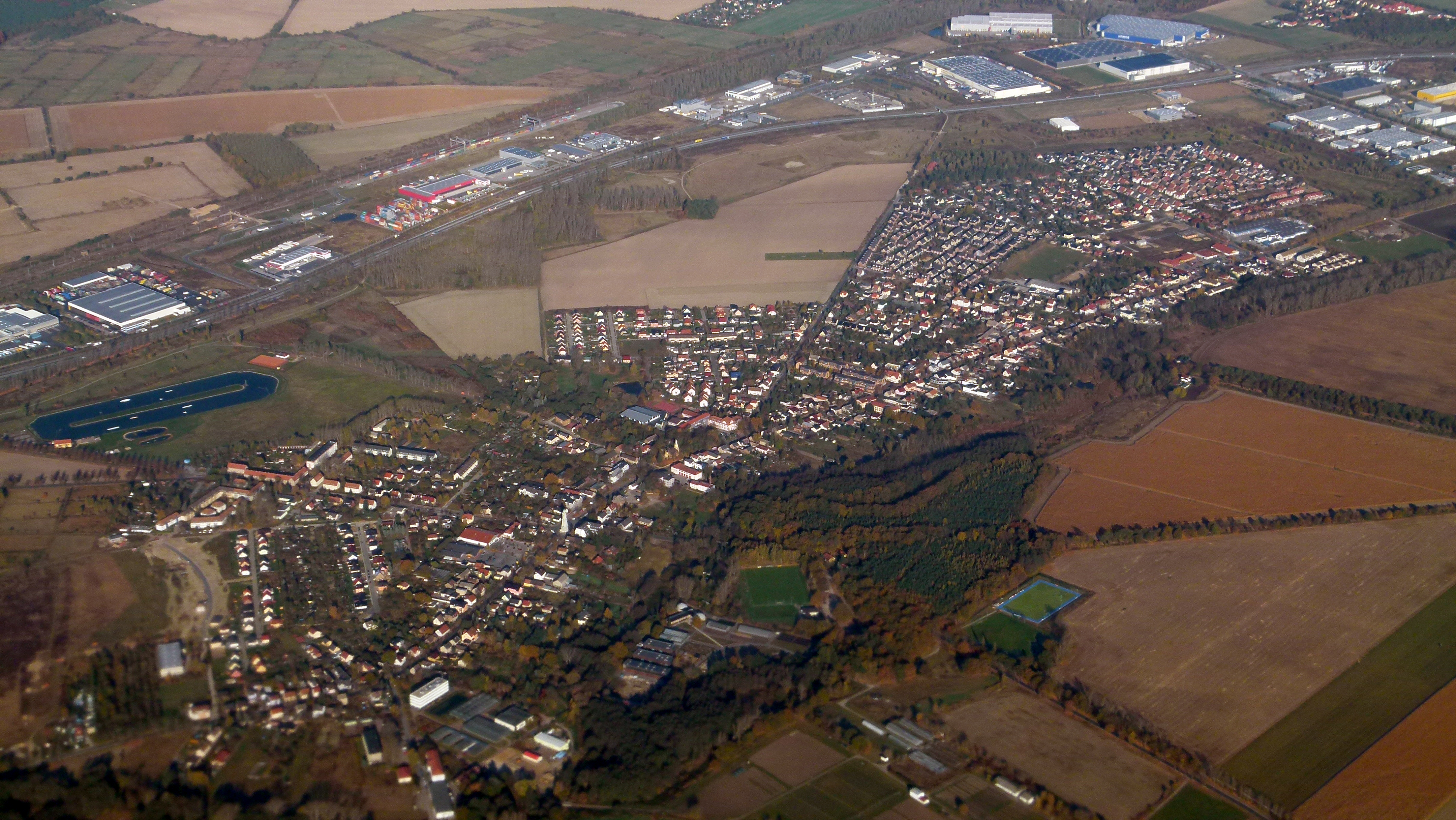
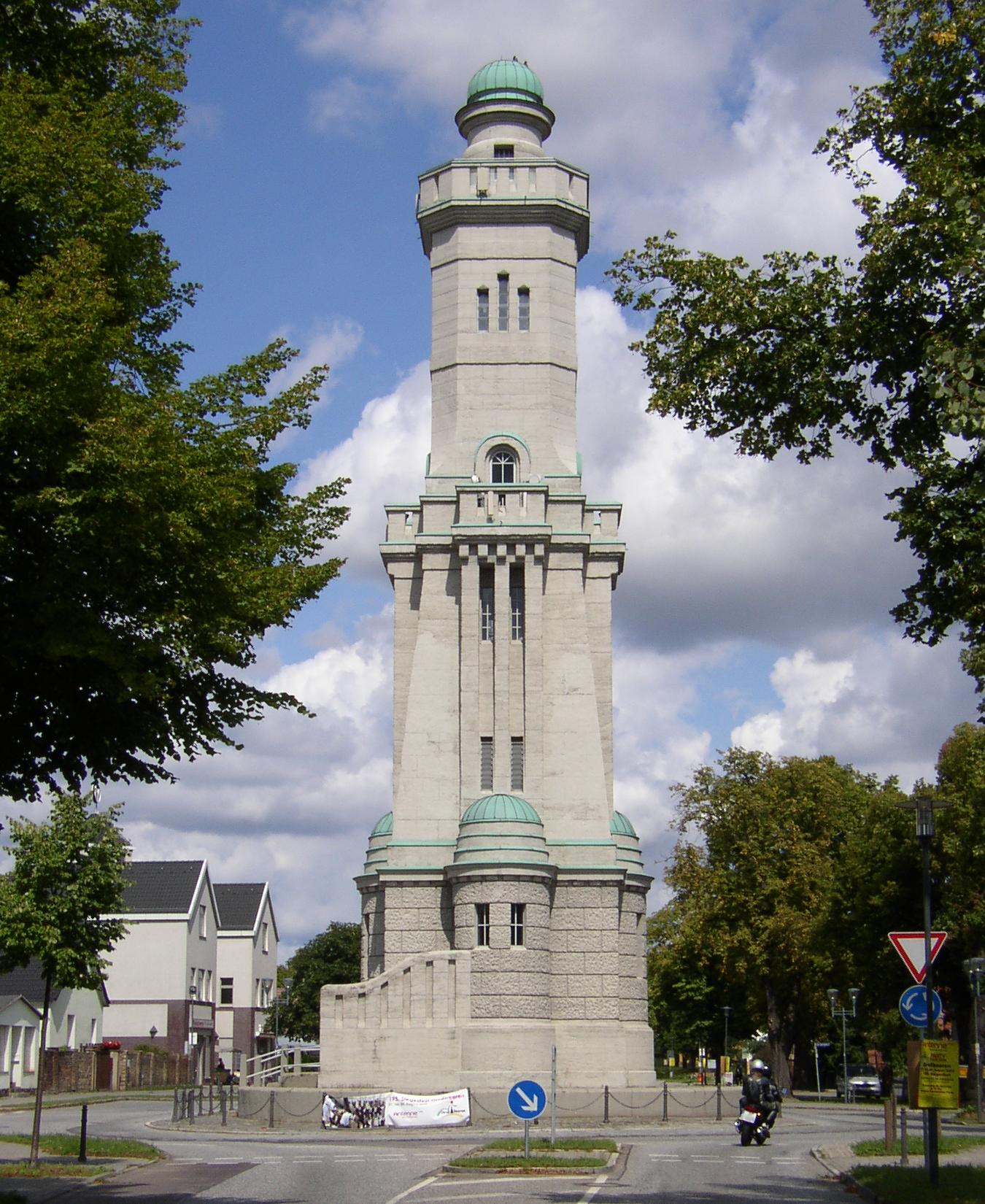
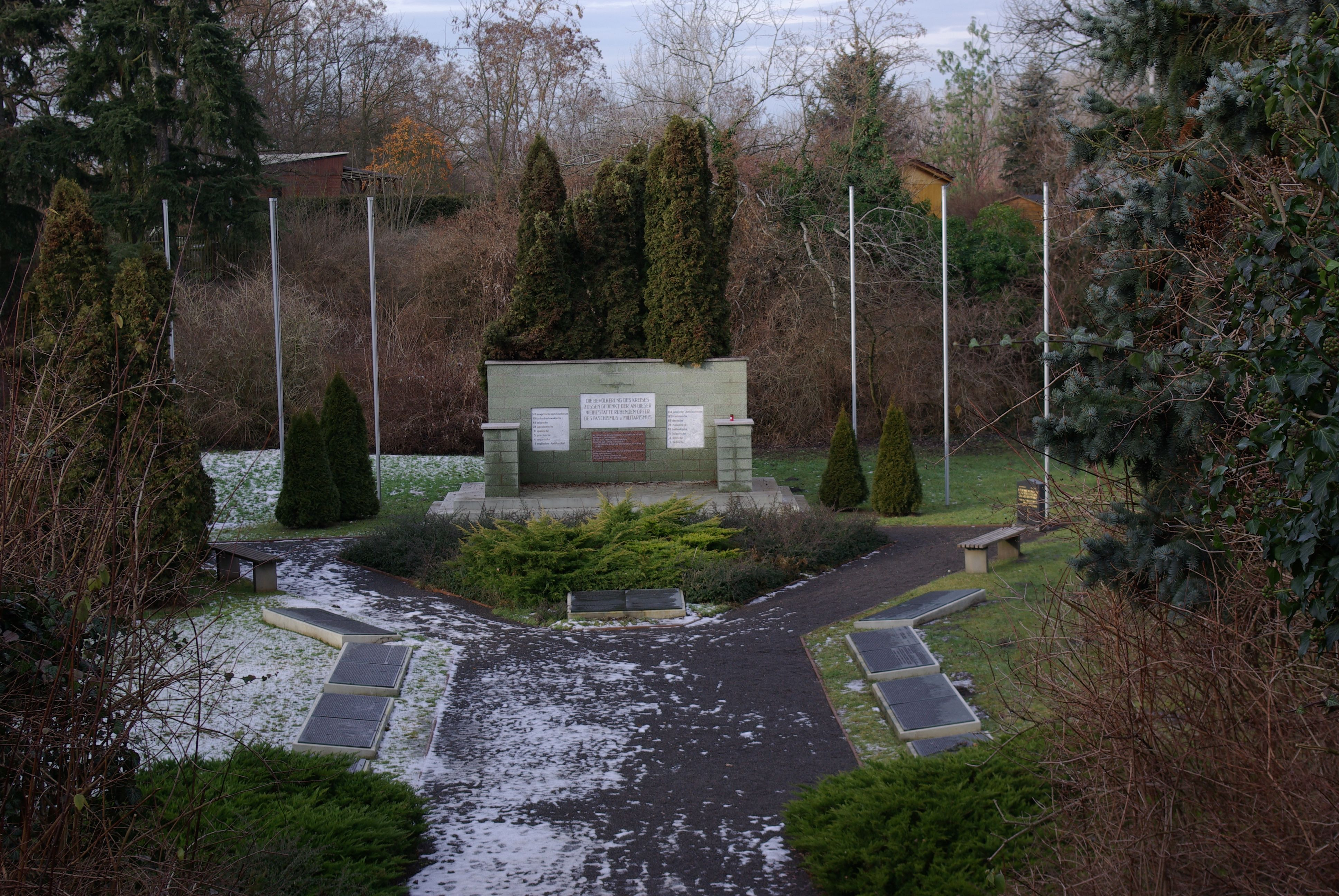
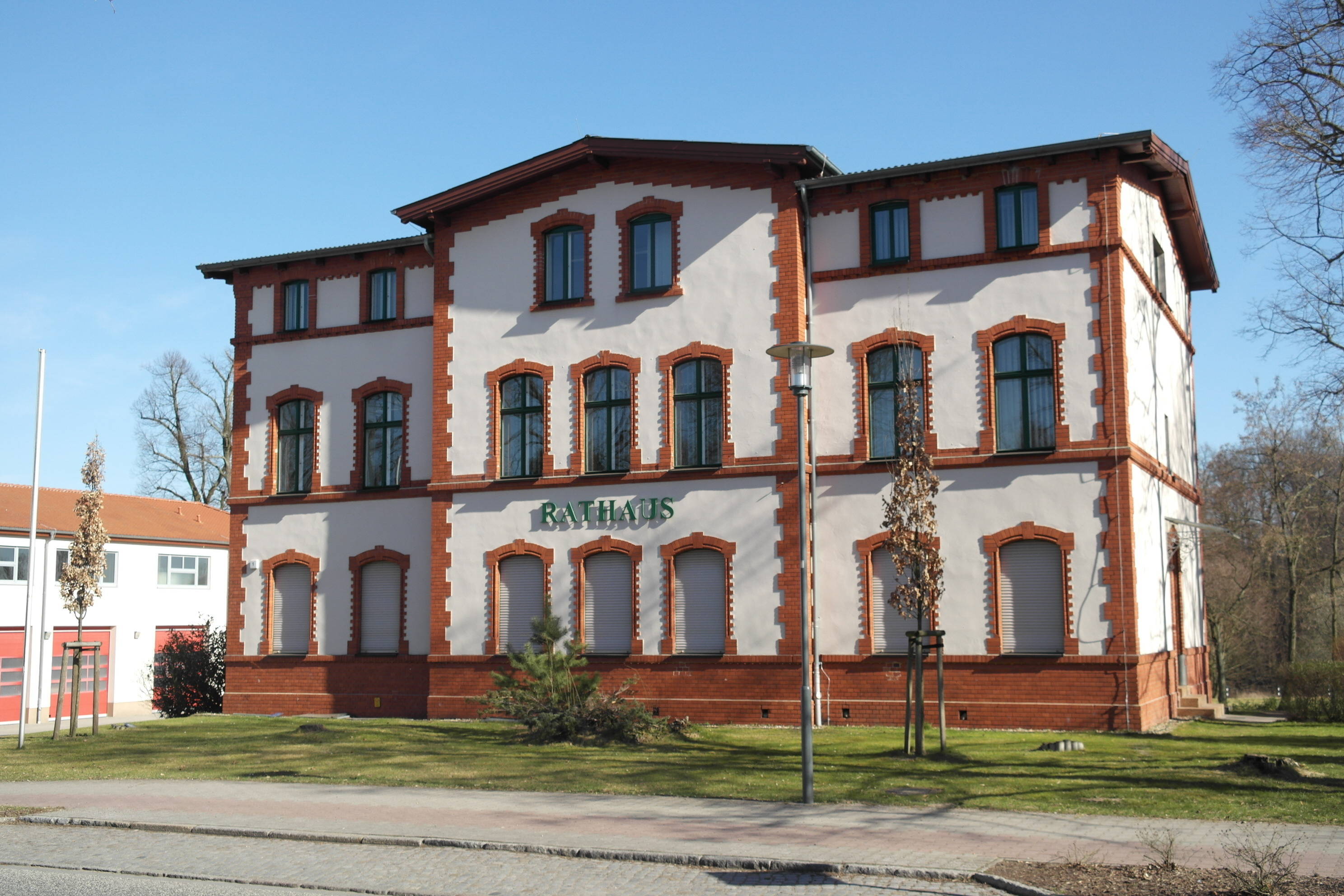
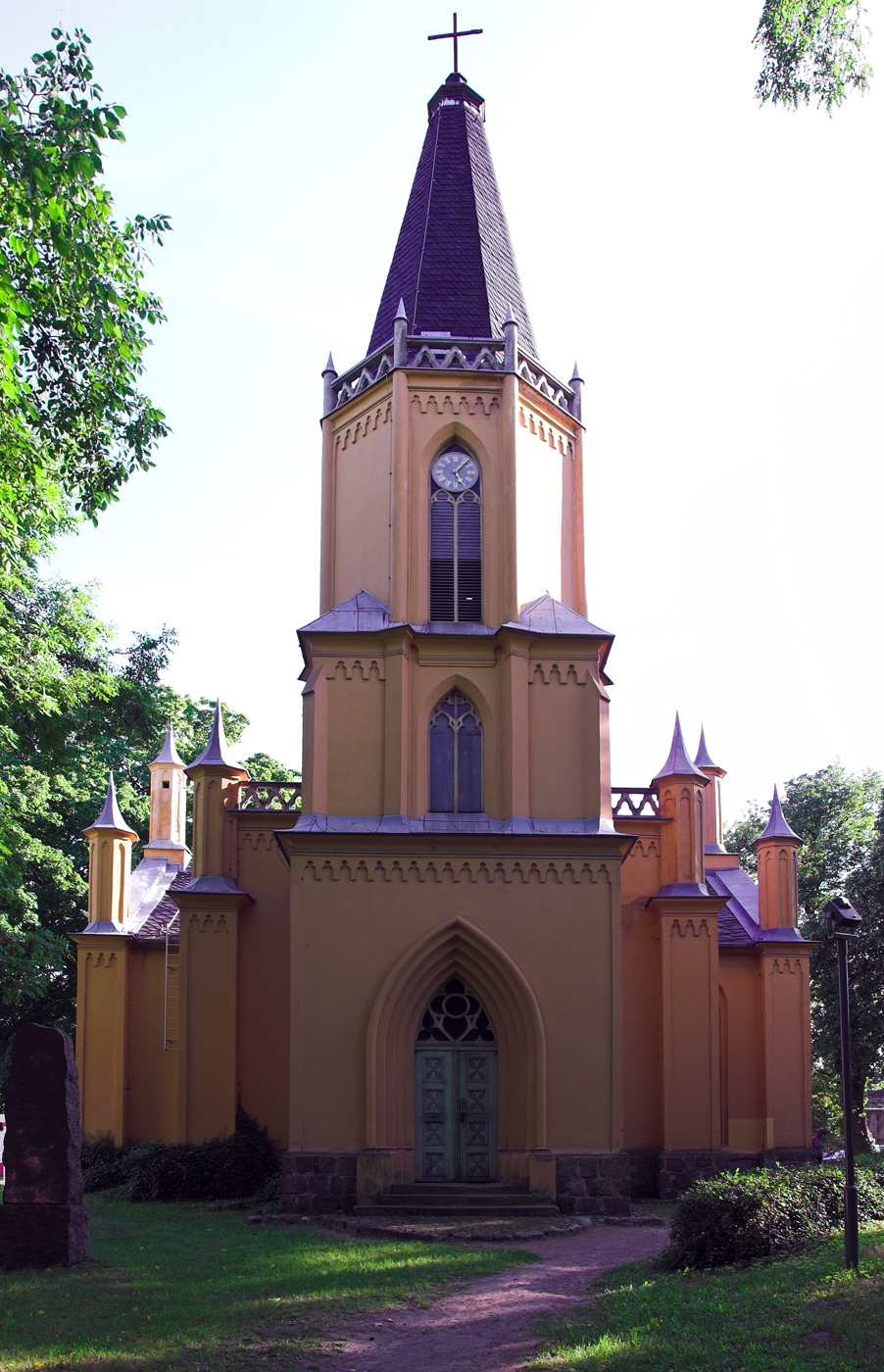
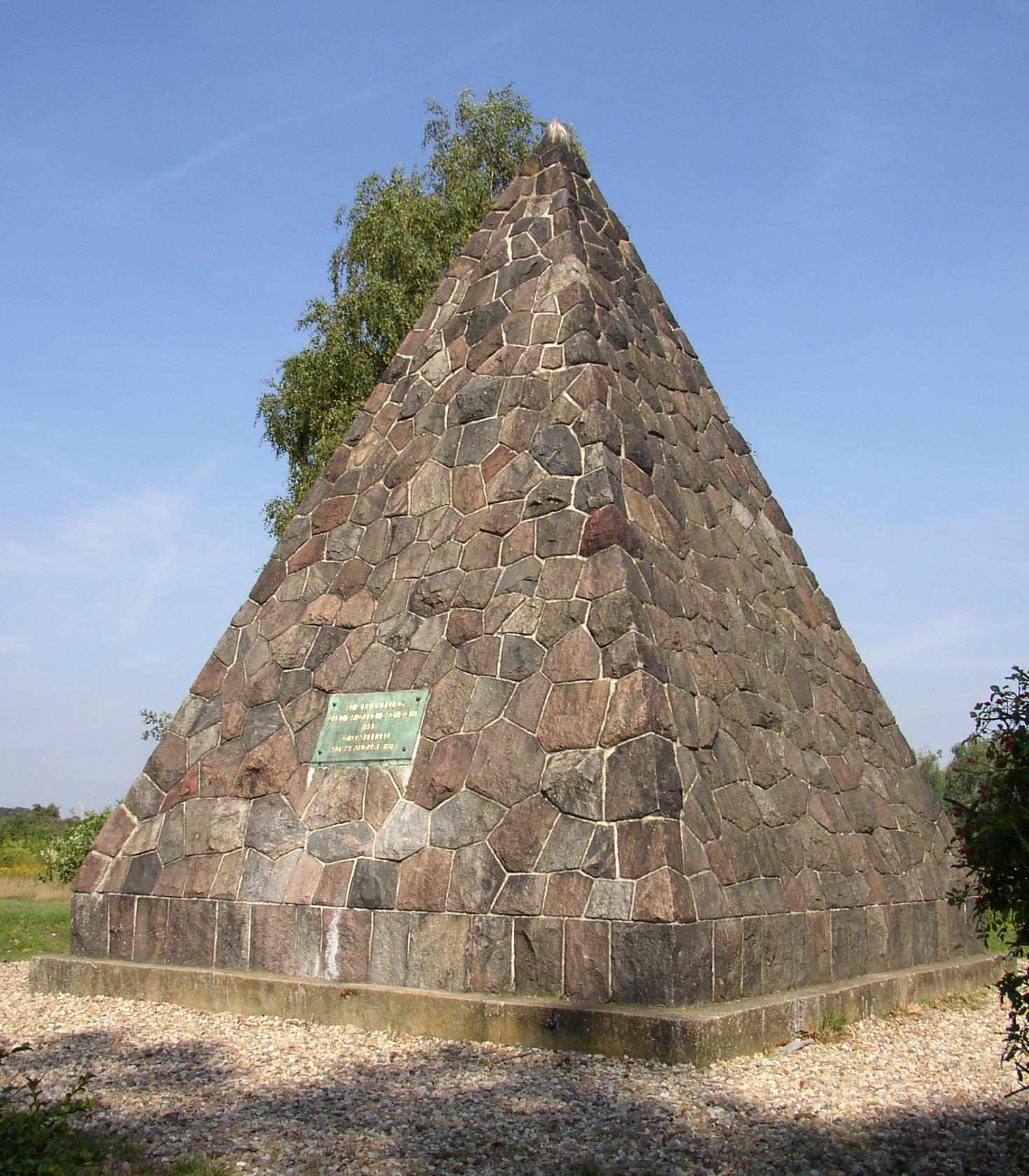